# Platygramme pudica
Platygramme pudica är en lavart som först beskrevs av Mont. & Bosch, och fick sitt nu gällande namn av M. Nakan. & Kashiw. Platygramme pudica ingår i släktet Platygramme och familjen Graphidaceae.   Inga underarter finns listade i Catalogue of Life.